# مولالار (غويجة بل)
مولالار (بالفارسية: ملالار) هي منطقة سكنية تقع في إيران في قسم غويجة بل الریفي. يقدر عدد سكانها بـ 158 نسمة .